# ハードマスク
ハードマスクとは、半導体プロセスでエッチマスクとしてポリマーやその他のソフトな有機レジスト材料の代わりに用いられる材料のこと。
ポリマーは酸素、フッ素、塩素などの反応性ガスによって容易にエッチングされる。ポリマーマスクを用いて作られるパターンはプラズマエッチングの間で急速に劣化する。